# Nomada flammigera
Nomada flammigera är en biart som beskrevs av Cockerell 1906. Nomada flammigera ingår i släktet gökbin, och familjen långtungebin. Inga underarter finns listade i Catalogue of Life.